# تيل بونبوري
تيل بونبوري (بالإنجليزية: Teal Bunbury)‏ (27 فبراير 1990 بهاميلتون في كندا - ) هو لاعب كرة قدم أمريكي في مركز الهجوم. شارك مع منتخب كندا تحت 17 سنة لكرة القدم ومنتخب كندا تحت 20 سنة لكرة القدم ومنتخب الولايات المتحدة تحت 23 سنة لكرة القدم ومنتخب الولايات المتحدة لكرة القدم. أما مع النوادي، فقد لعب مع سبورتينغ كانساس سيتي ونيو إنجلاند ريفولوشن وRochester Thunder ‏.

## وصلات خارجية
- تيل بونبوري على موقع الدوري الأمريكي (الإنجليزية)
- تيل بونبوري على موقع قاعدة بيانات كرة القدم.إي يو (الإنجليزية)
- تيل بونبوري على موقع ناشيونال فوتبول تيمز (الإنجليزية)
- تيل بونبوري على موقع Soccerbase.com (لاعب) (الإنجليزية)
- تيل بونبوري على موقع Soccerway.com (الإنجليزية)
- تيل بونبوري على موقع عالم كرة القدم.نت (الإنجليزية)
- تيل بونبوري على موقع AS.com (الإسبانية)